# Bannockburn (Nouvelle-Zélande)
Bannockburn  est une petite localité minière historique datant de la ruée vers l’or, située un peu en dehors de la ville de Cromwell dans la région de Central Otago, dans l’Île du Sud de la Nouvelle-Zélande.

## Géographie
Cette zone fut d’abord connue comme un champ aurifère, formé d’un Cône de déjection  alluvial riche en or et qui fut l’objet d’une exploitation minière intensive dans les années 1860.
Son climat particulièrement chaud et sec, lui a fait gagner son nom 'Cœur du désert’, et les conditions climatiques et les activités humaines ont été combinées pour couvrir la plupart de la région d’une végétation native vivante, poussant initialement sur les rochers, le sable et les sols exposés. 
Aujourd’hui, ces conditions climatiques font de Bannockburn le siège de nombreux vignobles et de vergers de Drupes (de fruits à noyaux) .

## Histoire
Les projets pour la colonisation commencèrent en 1862, comme le résultat du fait que les mineurs, étaient forcés de remonter vers les sources d’eau du fleuve  Clutha et la rivière Kawarau. 
Quoique cette zone ait été colonisée tout le long de cette période, la population n’était pas stationnaire. 
Comme les mineurs suivaient la recherche de l’or plus haut dans les cours d’eau, les villages tentèrent de suivre et en 1868, le village original avait été installé le long de ce qui est maintenant la route entre Bannockburn et Nevis.
Alors que les mineurs s’étalèrent sur la région, de 1862 à 1871, les paysages ont présenté des changements drastiques, quand les zones plates, de nature alluviale furent transformées par les lavages à grandes eaux, ce qui bouleversa la topographie pour aboutir à l’aspect chaotique tel qu’il existe actuellement. 
L’eau durant cette période fut la ressource pivot, non seulement pour l’exploitation minière mais aussi pour fournir les bien nécessaires pour la ville.
L’évidence de la complexité du système de l’alimentation en eau, qui existait alors à travers tout le paysage formé par les réservoirs, qui alimentaient un système d’aquifères, s’étendant d’en haut près de la chaîne de «Carrick Range» vers le bas jusqu’aux sites de lavage des sédiments, actuellement abandonnés .
Le barrage de Tippet fut l’un de ces réservoirs d’eaux, mais pas le plus grand,. 
L’eau a depuis été redirigée vers les exploitations horticoles et pour les besoins des vignobles et les restes d’un système d’arrosage dormant sur les terres appartient au Département de la conservation ou DOC.

## Vins et Tourisme
Le vin dans cette région, comme dans la majorité de Central Otago, était constitué initialement de Pinot noir, bien adapté au sol et au climat sec. 
Le climat de Bannockburn symbolise celui de la région vinicole de Central Otago et revendique quelques-unes de températures les plus élevées avec la plus faible pluviosité de la région.
La région est délimitée par des contraintes géographiques et le vignoble alimente une boutique de vins de haute qualité, avec typiquement des petits volumes de grappes.
La localisation proche des villes touristiques très vivantes telles que Queenstown, est considérée comme une des raisons possibles, qui fait que la région à gagner rapidement la reconnaissance de la qualité des vins produits. 
Plusieurs vignobles reconnus à l’international, existent dans un faible rayon de production, et les vins sont donc souvent distribués sur une base internationale, tels que les exploitations de :
Domain Road, Akarua, Bannock Brae, Felton Road, Mt.Difficulty, Kingsmill, Terra Sancta (autrefois Olssen's) et Desert Heart, qui sont parmi les quelques vignobles les plus connus au niveau international.